# مارتن هاوسلر
مارتن هاوسلر (بالألمانية: Martin Häusler)‏ هو مصور ومخرج ألماني، ولد في 24 يناير 1971 في هايدلبرغ في ألمانيا.

## وصلات خارجية
- الموقع الرسمي
- مارتن هاوسلر على موقع IMDb (الإنجليزية)